# Sancho II av Kastilien och León
Sancho II av Kastilien, kallad ”den starke” (el Fuerte), var född 1038 eller 1039 i Zamora, död 7 oktober 1072. Sancho II var den förste kungen av Kastilien mellan 1065 och 1072, och kortvarigt även kung av Leon och Galicien.
Han lyckades återskapa arvet efter sin far Ferdinand I av León, men mördades några månader senare då han ville erövra sin systers arv Zamora belägringen av Zamora. De tre förenade kungarikena ärvdes av hans bror Alfonso.